# 東屋大助
東屋 大助（あずまや だいすけ、生没年不詳）とは江戸時代の地本問屋。

## 来歴
錦集堂、東錦堂とも号す。日本橋区馬喰町1丁目半右衛門店で文政天保期に地本問屋を営業している。歌川国芳、歌川広重、歌川国貞の錦絵などを出版している。

## 作品
- 歌川国芳  「大山石尊良弁瀧之図」 大判3枚続 文政元年から文政3年
- 歌川国芳 「大物浦平知盛の亡霊」 大判3枚続
- 歌川広重 「外と内姿八景」 大判8枚揃
- 歌川国貞 「今風化粧鏡」 大判10枚揃 文政6年
- 歌川国貞 『菊酒屋千歳諸白髪』 合巻 墨川亭雪麿作 文政7年
- 歌川国貞 「星霜当世風俗」 大判揃物